# クロノグラフ

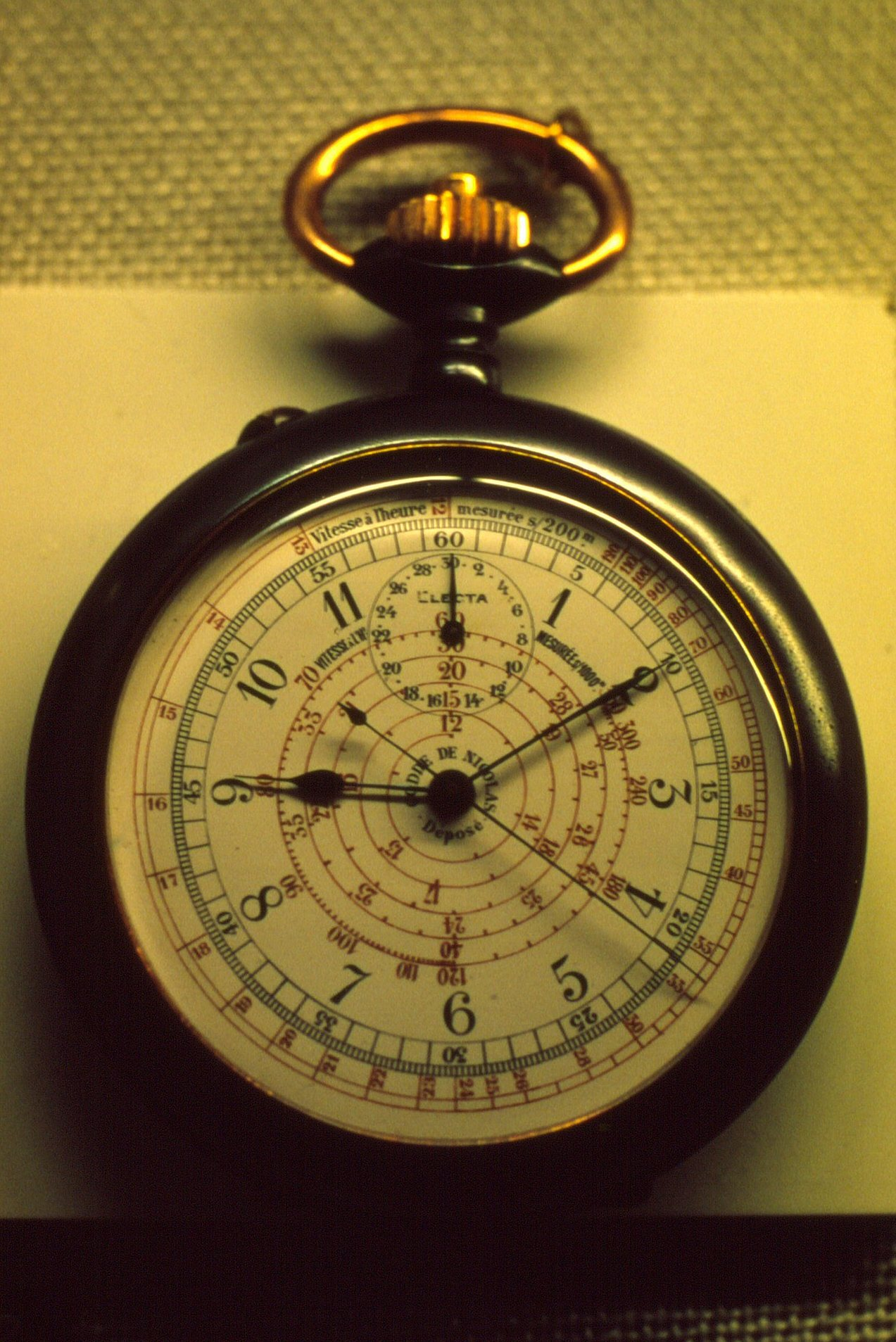
ギャレット製ムーブメントを使用した1890年代のエレクタ懐中クロノグラフ

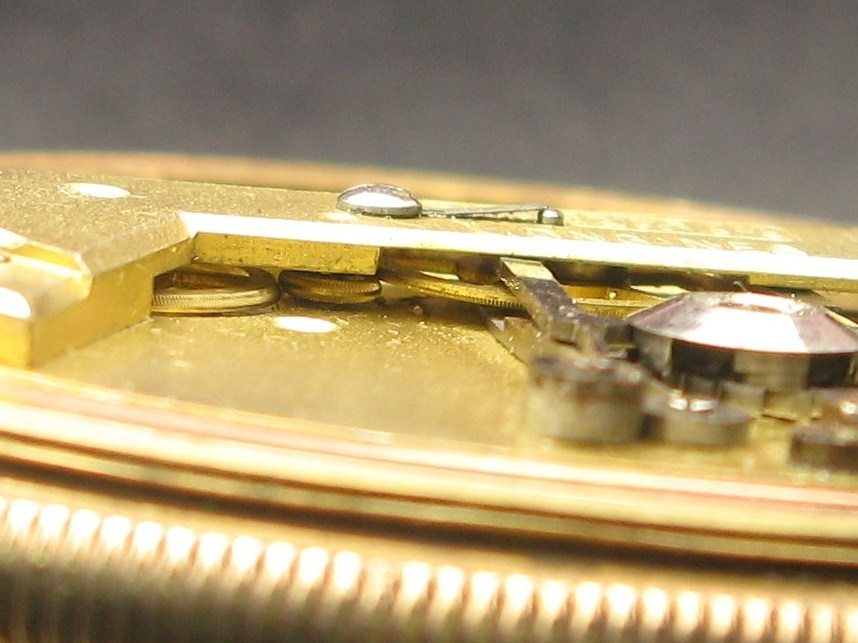
1879年頃製のロンジンの垂直クラッチ方式(別軸)懐中クロノグラフ

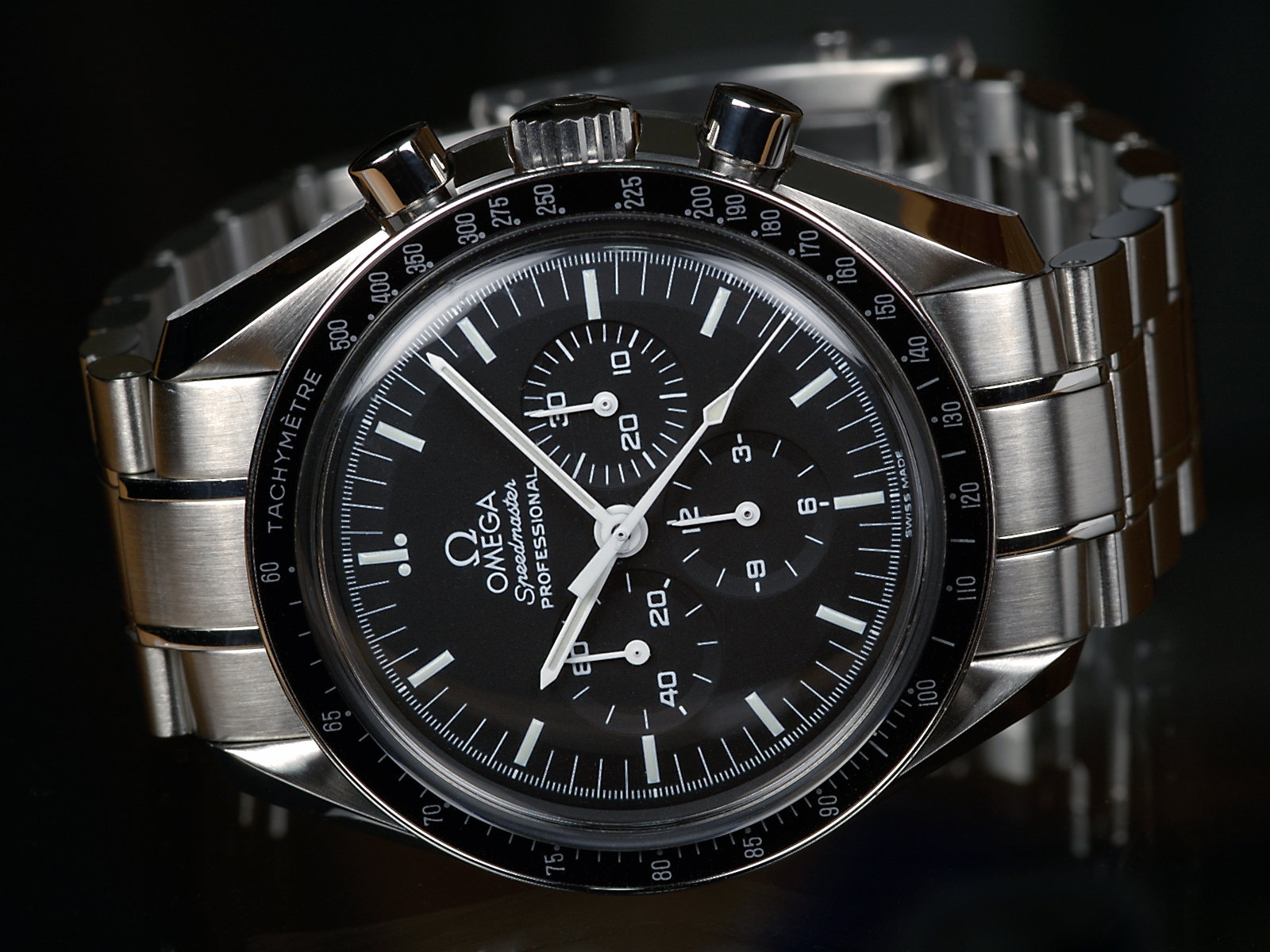
オメガ・スピードマスタープロフェッショナル

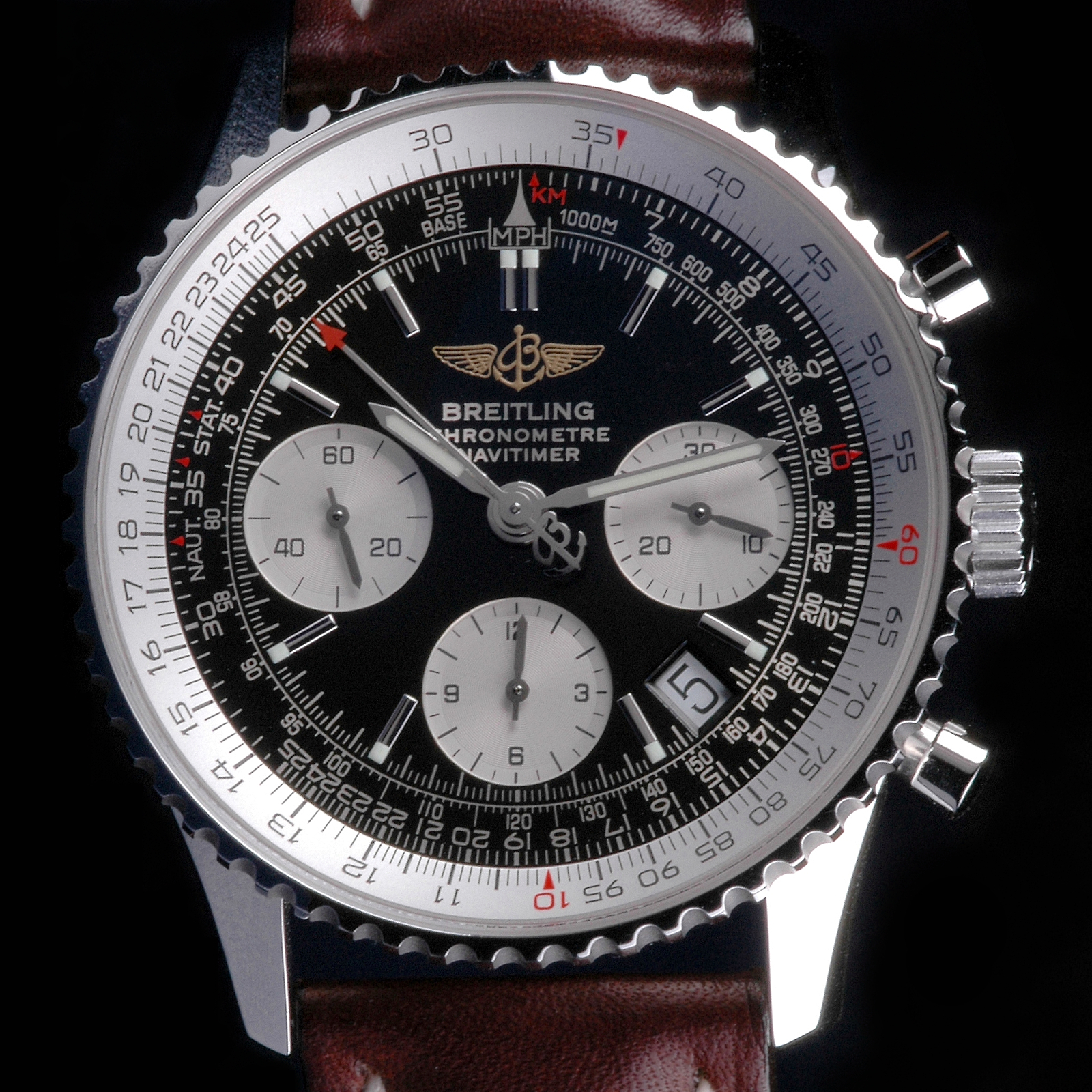
ブライトリング・ナビタイマー（回転ベゼルがフライトコンピューターになっている）

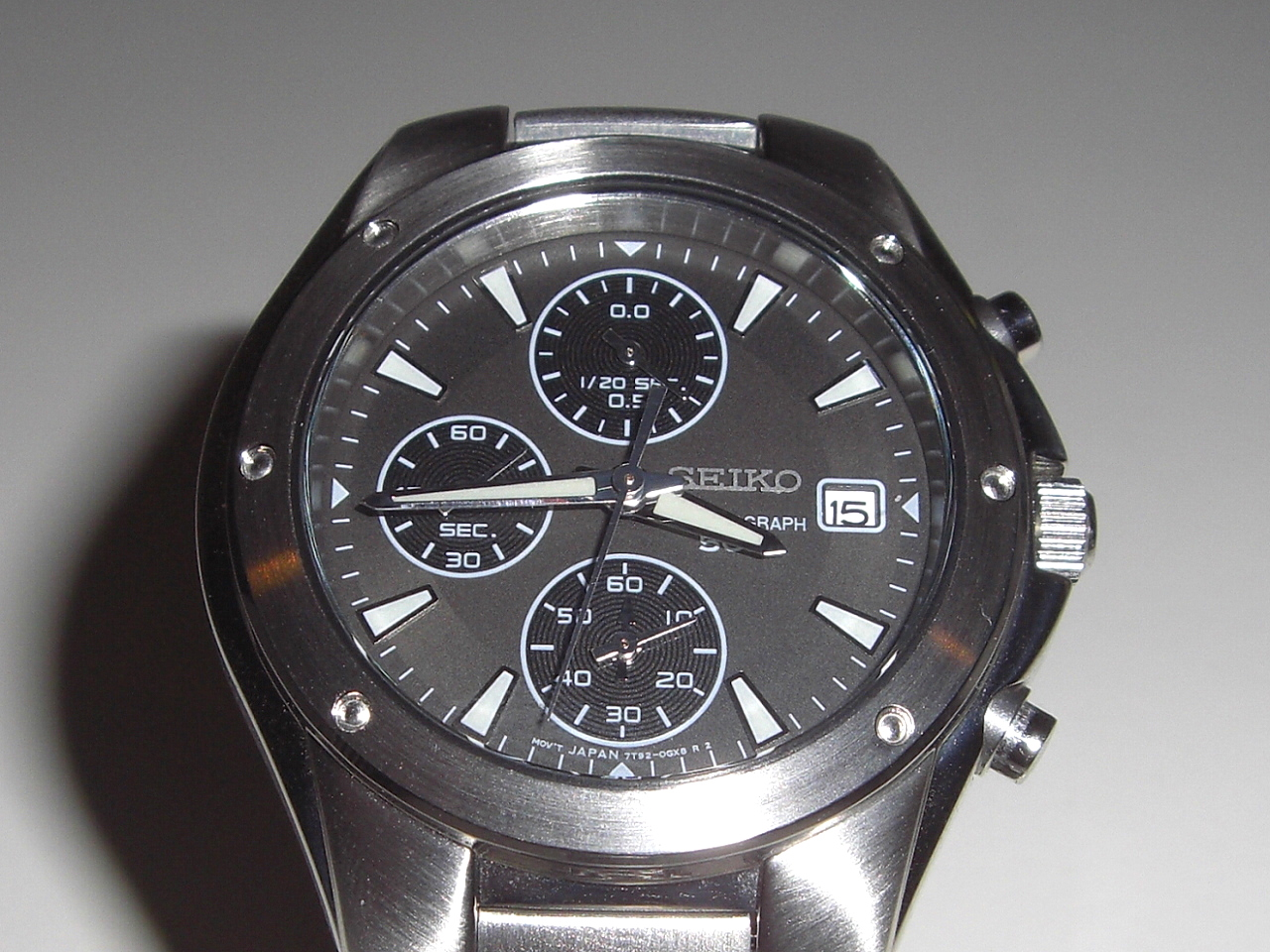
タイプ7T92ムーブメントを使用するセイコー製クオーツ式クロノグラフ

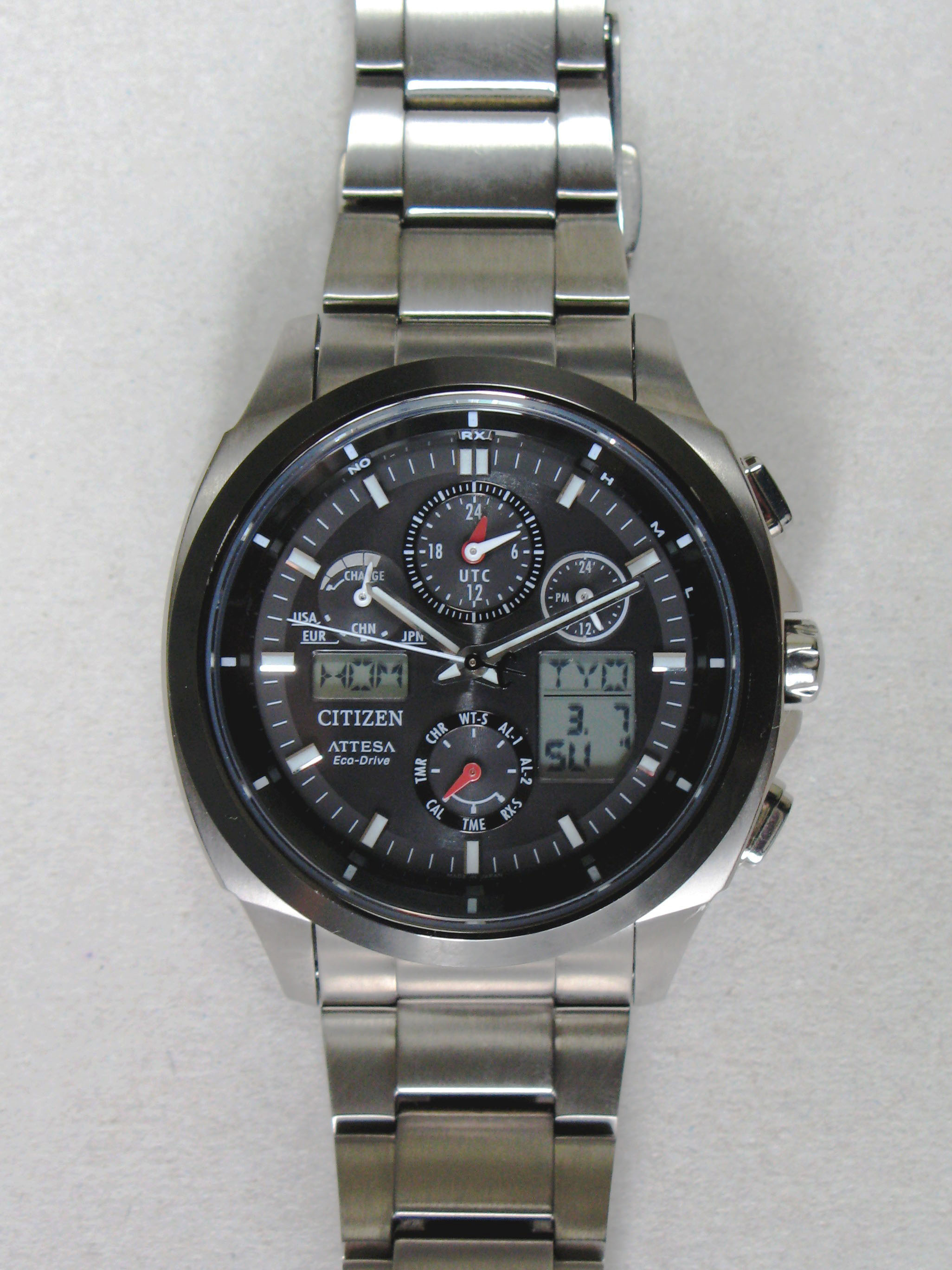
シチズンのクロノグラフの一例。アテッサエコドライブATV53-3023。アナログ-デジタル併用方式。北米、欧州、中国、日本の電波を受信可能な電波時計。

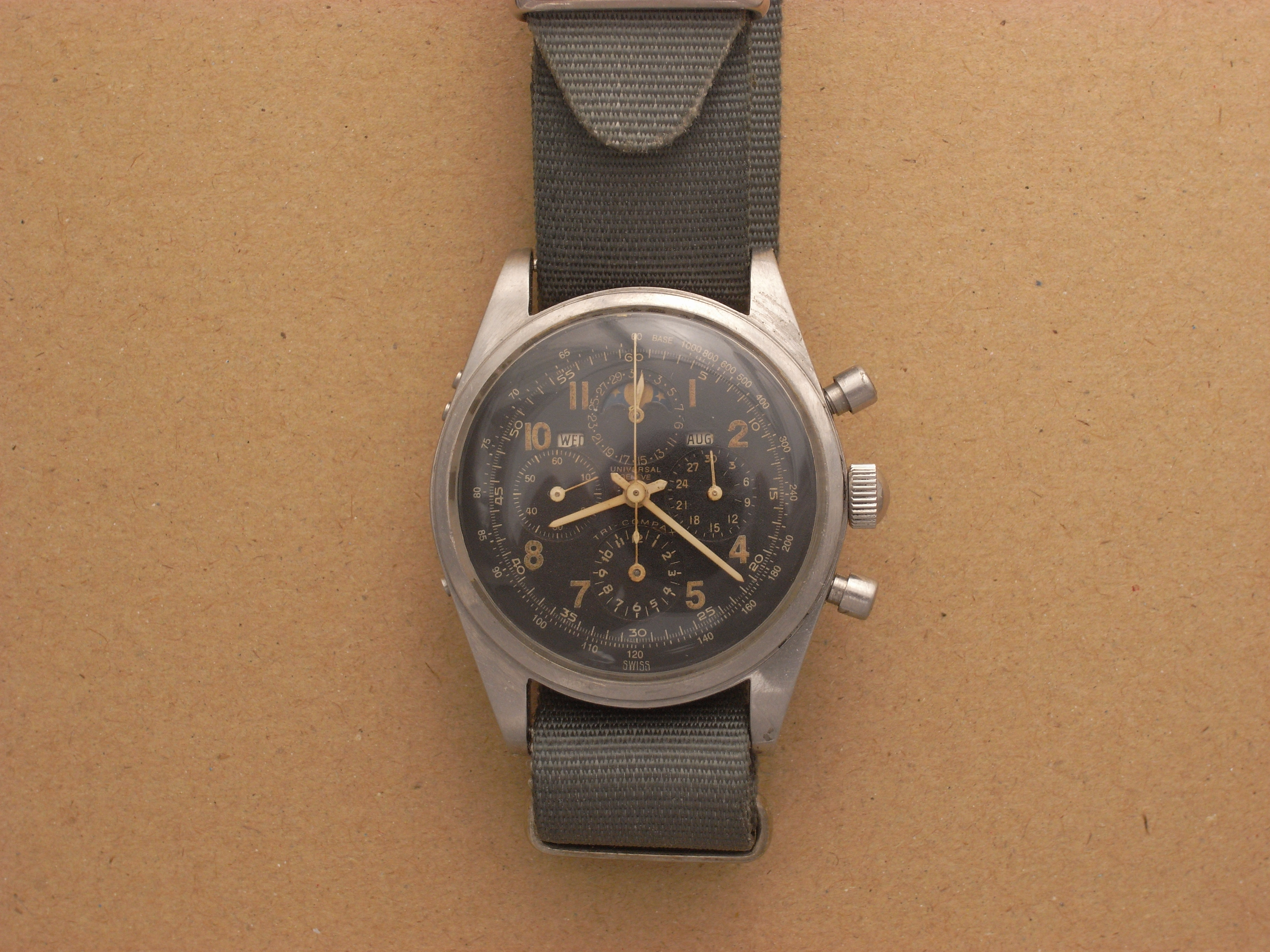
ユニバーサルジュネーブ・トリコンパックス

クロノグラフ (Chronograph) とは、ストップウオッチ機能を備えた懐中時計または腕時計をいい、時計機能と同一動力源によってストップウォッチ機能も動作させる。なお、一部の特殊なクロノグラフでは、ストップウォッチ専用の主ゼンマイおよび輪列を、時計の主ゼンマイおよび輪列とは別個に持つこともある。

## 歴史
1822年にフランスの時計師ニコラ・リューセック (Nicolas Matthieu Rieussec) が発明したとされていたが、1816年に同じくフランスのルイ・モネ (Louis Moinet) が開発した60分の1秒（針が1秒で一周する）を計測可能な毎時21万6000振動のハイビートの天体観測用クロノグラフが2013年に発見され、彼の名を冠した時計ブランドが購入した。
腕時計における最初のクロノグラフとしては1910年のサミュエル・ジャンネレ (Samuel Jeanneret) の30分積算計機能付きのものが知られている。
以降、各社による腕クロノグラフの発表が続き、1913年にはオメガが竜頭とは異なる場所に独立したクロノグラフ操作用のボタンを持つモデルを発表している。
同1913年、これまでの懐中時計用ムーブメントを腕時計に転用した物とは異なり、腕時計用クロノグラフムーブメント（Cal.13.33Z、13リーニュ）を搭載したモデルをロンジンが発表している。
ブライトリングが近年世界初の腕クロノグラフと自称していた1915年に発表したモデル（Lemaniaの懐中時計用16リーニュムーブメントを搭載）は、上述の物達よりも時系列が後であり世界初ではない。

## クロノグラフキャリバー
機械式クロノグラフの機械は非常に複雑なため、懐中時計が主流の時代から自社設計生産する会社は少なく、バルジュー（Valjoux、現エタ）、レマニア（現ヌーベル・レマニアとしてブレゲのクロノグラフ製造部門）、ヴィーナス（Venus、現エタ）、アンジェラス (Angelus)、エクセルシオパーク (Exelsior Park) 等クロノグラフを得意とするメーカーから機械を購入して、改良もしくはそのまま使用することが多かった。
例えばパテック・フィリップはかなり改造を加えてそのことで非常に高い評価を受けてはいるが、ベースキャリバーはバルジューやレマニアを使用している。ロレックスのクロノグラフキャリバーは、手巻きだった時代はバルジューのキャリバー72系、自動巻になってからはゼニスの「エル・プリメロ」を採用しており、自社生産に切り替えられたのは2000年になってからである。またクロノグラフの代表製品の一つとして知られるオメガの「スピードマスター・プロフェッショナル」のキャリバーはレマニア製キャリバーCH27C12系、ブライトリングの「ナビタイマー」はヴィーナス製で当初はキャリバー175、後にキャリバー178を使用していた。
しかしこの時期にも自社製機械としてキャリバ−13ZN、キャリバー30CHを持つロンジン、手巻き時代の自社製機械としてキャリバー90、キャリバ−90M、キャリバー95Mを持つモバード、自社製機械としてトリコンパックスを頂点とするコンパックスシリーズを持つユニバーサル・ジュネーブ、自社製機械としてマルチセンタークロノがあるミドー等は自社生産していた。
これらの会社もその後コストの掛かる自社生産を中止し他社から購入するようになった。

## 機構
ストップウォッチを作動させる機構と針へと動力を伝達する機構によって以下の方式に大別される。

### 作動機構
作動機構はストップウォッチの作動/停止を司る。ボタンを押すとそれに連動してレバーが動作し、作動機構を動かし、さらに伝達機構へとつながる各種のレバーを動作させる。いわば、ボタンと内部機構との仲立ちを行うための装置である。以下の2つに大別されている。
ピラーホイール方式
形状は柱（ピラー pillar）が歯車状に立てられている。ボタンが押されると、それと連動したレバーの爪が、この歯車を1歯分だけ送る。これにより内部機構側のレバーの先が、歯車の凸部に押し上げられたり、凹部に落ちたりすることで、各レバー全体も動作。後述の伝達機構が動き、ストップウォッチが作動/停止する。動作が滑らかで耐久性も高く、どちらかと言えば高級機種に採用されることが多い。柱にあたる部分の形状の調整が難しいとされ、製造や修理の難易度も高いとされる。コラムホイール方式とも呼ばれる。
カム方式
作動の原理は大きく変わるわけではないが、ボタン→レバーの先にあるのは、板状のカムである。カムの形状は様々だが、その形状と回転運動に応じて内部機構側のレバーが作動し、伝達機構を動作させる。カムは金属板からの打ち抜きで原型が製造可能であり、形状の微調整も比較的容易であることからピラーホイール方式と比べて廉価かつ製造難易度も低く、整備性にも優れる。ただし動作の円滑や耐久性の面ではピラーホイール方式に劣るとされる。

### 伝達機構
「クラッチ（clutch 掴むもの）」とも呼ばれる。作動機構から伝わるレバーの動作に応じて、時計の輪列機構で秒針を回す役割を負う4番車と、ムーブメント中央にあるクロノグラフホイール（クロノグラフ車）へを繋ぐ/切断する役割を負う。主要な方式は以下の3方式がある。
キャリングアーム方式
もっとも古典的な伝達機構。稼動するレバー＝キャリングアームの一方の先端に、4番車と常時接続している中間車がある。作動機構の動作に応じてこのキャリングアームが移動し、中間車が4番車だけでなくクロノグラフホイールにも接続し、回転動力が伝達される。古典的なだけに製造難易度は割合に低く整備性にも優れる。ただし、常時回転する歯車を停止している歯車に「ぶつける」ような機構であるため針飛びが起り易い。また歯車同士の摩擦も大きいため力損失や部品の摩耗も比較的大きい。
スイングピニオン方式
キャリングアーム方式の中間車に当たる部分に上下二段のピニオン（小歯車）を採用した方式。文字盤側の小歯車が4番車に常時接続している。作動機構の動作がレバーを解して伝達されると軸がわずかに移動して、裏ブタ側の小歯車がクロノグラフホイールに接続し回転が伝わる。小型の歯車を介して回転を伝達する分、摩擦による力損失が発生しにくいとされる。現在のところ最も普及しているクロノグラフムーブメントであるエタ製キャリバー7750（後述）とその派生機が採用している。
垂直クラッチ方式(同軸)
自動車のクラッチに最も近い方式。上の2方式とは対照的に垂直方向に動力が伝わる。4番車はムーブメント中央の中間車に常時接続している。この中間車の文字盤側に摩擦車（歯車ではなく円盤）が同軸に配され、連動して常時回転する。さらに文字盤側にクロノグラフホイール（これも円盤）が位置している。作動機構から動作が伝わると、摩擦車の左右を挟み込むように配されたレバーが摩擦車を押し上げてクロノグラフホイールに密着し、動作が伝達される。最終的な動力の伝達が歯車で行われないため、原理的に針飛び・摩擦による力損失・部品摩耗が発生せず、作動も円滑である。
PAUL VUILLE PERRETの特許（1885年取得 US315829）やG.SANDOZ-LEHMANNの特許（1889年取得 CH783）など、懐中時計用クロノグラフが普及しだした初期の時代から見られる動力接続方式。
腕時計クロノグラフ用としては1935年にLeon Levy freres (Pierce) が開発（1938年特許取得 CH195382）。1969年にセイコー（現セイコーホールディングス）も開発したが、クォーツ時計の台頭に伴い広く普及しないままに終わった。しかし2000年にロレックスがデイトナをモデルチェンジした際に搭載した自社キャリバーに採用した。後に、セイコーもこの機構を復活させた。
垂直クラッチ方式（別軸）
垂直方向に動力接続を行うのは上の同軸の方式と同じ。摩擦車に相当する歯車とクロノグラフホイールが別軸であるところが異なる。H.A.Lugrinの特許（1876年取得 US182836）など、懐中時計クロノグラフが普及しだした初期の時代に見られる動力接続方式。Lugrinの特許を使ったWalthamやLonginesの物が有名。

## フライバック・クロノグラフ
計測中に、クロノグラフを動作させたままリセットボタンを押すだけで針位置をリセットし、連続計測を可能とする機能を持つもの。
通常のクロノグラフでは、作動機構の設計上、スタート→ストップ→リセット→再スタートという一連の操作を行わなければならないが、フライバッククロノグラフではリセットボタンの作用を別系統として、計測動作中のリセットを可能としている。自動車のドライバー、航空機のパイロットが、反復的な操作を繰り返す最中に時間を計測をする場合に便を図った機構であり、ストップから再スタートまでの操作をリセットボタンの1プッシュで済ませることができ、ハンドルや操縦桿から一方の手を離す間が最小限で済む。

## スプリットセコンド・クロノグラフ
ストップウォッチ用の針を2本持ち、中間タイム（スプリットタイム）の計測などを行える特殊なクロノグラフ。日本では「割剣」と呼ばれていた。
通常のクロノグラフと同様の運針を行う針をクロノグラフ針、もう1本の針をスプリット針と呼ぶものとして機能を説明すると次のようになる。
スタート/ストップボタンを押すと2本の針が同時に動き、秒単位の計測を開始する。計測の途中でスプリットボタンを押すとスプリット針が停止。一方クロノグラフ針は運針を続ける。
2台の自動車あるいは2人のランナーといった2つの移動体のタイム差を計測するのならば、先行している移動体が計測地点を通過した時点でスプリットボタンを押す。そして後続の移動体が計測地点を通過した時点で今度はスタート/ストップボタンを押せばクロノグラフ針の運針も停止する。この場合スプリット針は先行する移動体のタイムを、クロノグラフ針は後続の移動体のタイムを示すことになる。
また単体の自動車なりランナーのラップタイムも連続して計測できる。この場合は、移動体が計測地点を通過した時にスプリットボタンを押せばスプリット針が停止し、これがラップタイムとなる。もう一度スプリットボタンを押すと、停止していたスプリット針が運針を続けているクロノグラフ針に追いつく。次の周回以降も同様の操作を繰り返し、前周までとの差を紙などに記録していけば、トータルタイムと各周回のラップタイムがわかるというわけである。
機構としてはスプリットボタンと連動する歯車やカムがあり、それらと連動して動く機構内のレバーの作用により、1度目のプッシュでスプリット針を回す歯車を停止させるブレーキレバーが作用し、スプリット針が停止する。2度目のプッシュではスプリット針と同軸のハートカムをハンマーが叩き、それによって生じた回転運動によってスプリット針がクロノグラフ針に追いつく。

## 自動巻クロノグラフ
自動巻もクロノグラフもかなり空間占有率が大きい機構であるため、長らく「自動巻型腕時計クロノグラフの設計製造は無理」とされてきたが、ブライトリング、ホイヤー・レオニダス（Heuer-Leonidas 、現タグ・ホイヤー）、ハミルトン・ビューレン（現ハミルトン）、デュボア・デプラの4社共同で腕時計用自動巻クロノグラフキャリバー「キャリバー11」(Caliber 11) が開発され、1969年3月3日に発表された。1969年5月にはセイコー（現セイコーホールディングス）がキャリバー6139を発売、ゼニスとモバードが「エル・プリメロ（キャリバー3019）」を開発し同じく1969年9月バーゼルフェアにて発表している。
1973年にはムーブメント専門メーカー、バルジュー（Valjoux、現エタ）がキャリバー7750を完成させた。キャリバー7750はバルジューがエタに統合された後はエタが製造を継続し、各時計メーカーがベースムーブメントとして多数採用することで機械式時計復興期に大きな役割を果たし、現在もなお自動巻きクロノグラフ・ムーブメントで最大のシェアを占めている。

## デジタル・クロノグラフ
デジタル腕時計は、回路設計とボタン設定で比較的簡単にクロノグラフ相当のストップウォッチ機能を組み込むことができ、実際にそうなっている腕時計が多い。そのため、例えばごく廉価なCasio F91Wのような機種でもフェイスに Chronograph 表示が為されている。またデジタル腕時計でも上位の多機能スポーツモデルは、クロノグラフとしても高度な機能を、すべてデジタル化した形で組み込んでいる事例が多い。実用面での信頼性・耐久性でも、スイッチ以外の可動部品を持たない分、アナログ式クロノグラフより優位にある。
また、一部のスマートウォッチでも待ち受け画面の表示をカスタマイズすることで、アナログ時計にカレンダーや複数の機能を組み合わせることで、擬似的にクロノグラフの表示を再現できる機種もある。
ただし、アナログ腕時計のような商品としての視覚的な訴求性に欠けることや、価格帯の低さに伴うステータスの乏しさから、一部例外を除き、時計愛好者や時計商などから「クロノグラフ」の範疇に入れられることはほとんどない。

## 使用上の注意点
アナログ式ストップウォッチのボタン操作（スタート・ストップ・フライバック）は一気に奥まで押し込むことが必要である。ゆっくり過ぎたり中途半端にボタンが押されてしまうと歯車に無理がかかって歯が欠けたり変形してしまう故障の原因となる。
アナログ式ストップウォッチを長時間作動させるにはそれなりの動力が必要であり、クォーツ式では長時間の作動を保証しないばかりか、60分計しか備えず、カタログに一日の使用制限を記す等の物が多い。また、機械式の場合には12時間計は備える場合が多いが、発条（ゼンマイ）が充分に巻き上げられていない状態で長時間作動させると、時計自体が途中で止まる可能性がある。ストップウォッチを作動させるときは手巻きで発条を巻き上げた方が良い。